# Mobolade Ajomale
Mobolade Abimbola Ajomale (ur. 31 sierpnia 1995 w Londynie) – kanadyjski lekkoatleta specjalizujący się w biegach sprinterskich.
Półfinalista mistrzostw świata juniorów w biegu na 100 metrów (2012). W 2015 nie udało mu się awansować do finałów na 100 i 200 metrów podczas uniwersjady. W 2016 osiągnął półfinał biegu na 60 metrów w trakcie halowych mistrzostw świata. W tym samym roku startował na igrzyskach olimpijskich w Rio de Janeiro, podczas których biegł w eliminacjach sztafety 4 × 100 metrów. Ajomale nie znalazł się w składzie na bieg finałowy, a jego koledzy z reprezentacji wywalczyli brązowy medal.

## Osiągnięcia
| Rok  | Impreza                     | Miejsce        | Konkurencja             | Lokata     | Wynik         |
| ---- | --------------------------- | -------------- | ----------------------- | ---------- | ------------- |
| 2012 | Mistrzostwa świata juniorów | Barcelona      | bieg na 100 metrów      | półfinał   | 10,57         |
| 2012 | Mistrzostwa świata juniorów | Barcelona      | sztafeta 4 × 100 metrów | eliminacje | 40,58         |
| 2014 | Mistrzostwa świata juniorów | Eugene         | bieg na 200 metrów      | eliminacje | 21,60         |
| 2015 | Uniwersjada                 | Gwangju        | bieg na 100 metrów      | półfinał   | 10,43         |
| 2015 | Uniwersjada                 | Gwangju        | bieg na 200 metrów      | półfinał   | 21,27         |
| 2015 | Uniwersjada                 | Gwangju        | sztafeta 4 × 100 metrów | eliminacje | 40,30         |
| 2016 | Halowe mistrzostwa świata   | Portland       | bieg na 60 metrów       | półfinał   | 6,60          |
| 2016 | Igrzyska olimpijskie        | Rio de Janeiro | sztafeta 4 × 100 metrów | 3. miejsce | 37,64 (elim.) |
| 2017 | Mistrzostwa świata          | Londyn         | sztafeta 4 × 100 m      | 6. miejsce | 38,59         |
| 2019 | Igrzyska panamerykańskie    | Lima           | bieg na 100 metrów      | eliminacje | 10,54         |
| 2019 | Igrzyska panamerykańskie    | Lima           | sztafeta 4 × 100 metrów | 4. miejsce | 39,00         |
| 2022 | Halowe mistrzostwa świata   | Belgrad        | bieg na 60 m            | 7. miejsce | 6,63          |
| 2023 | Mistrzostwa świata          | Budapeszt      | sztafeta 4 × 100 m      | eliminacje | 38,25         |

## Rekordy życiowe
- bieg na 60 metrów (hala) – 6,57 (2016, 2022)
- bieg na 100 metrów – 10,15 (2016) / 10,07w (2021)
- bieg na 200 metrów – 20,45 (2018) / 20,32w (2022)